# La Joute
La Joute es un monumento escultórico público de Montreal  (Canadá), ubicado en la plaza Jean-Paul Riopelle en el «Quartier international de Montréal» (barrio internacional de Montreal). Fue  realizado por el artista de Quebec Jean-Paul Riopelle, miembro del movimiento «Automatiste».
El conjunto de esculturas de bronce contiene una fuente central rodeada por una serie de animales abstractos y figuras humanas dentro y fuera de la base de la fuente.